# Jelcz M120NM
Jelcz M120NM – prototyp niskowejściowego autobusu miejskiego, stworzonego w 1994 roku przez firmę Jelcz.
W 1994 roku Jelcz  stworzył niskowejściową odmianę modelu Jelcz 120M z silnikiem marki MAN. Tę wersję zaprezentowano tylko na targach w roku 1994. Wyprodukowano jeden egzemplarz, eksploatowany w latach 1994–2009 przez MPK Wrocław.